# استان استونگ ترنگ
استان استونگ ترنگ (به لاتین: Stung Treng Province) یک منطقهٔ مسکونی در کامبوج است که در کامبوج واقع شده‌است. استان استونگ ترنگ ۱۱٬۰۹۲ کیلومتر مربع مساحت دارد.